# قائمة ألعاب ناروتو
ظهرت ألعاب ناروتو بعد فترة من عرض المسلسل. أول لعبة لناروتو كانت ناروتو: كونوها نيبوتشو التي أصدرت في اليابان في 27 مارس 2003 لوندرسوان. معظم ألعاب ناروتو أُصدرت فقط في اليابان. أول لعبة أُصدرت في الولايات المتحدة كان تحت عنوان ناروتو: صدام مجلس النينجا في 7 مارس 2006 وكانت أول لعبة تصدر خارج اليابان. النسخ الإنجليزية تحتوي على أصوات النسخة الإنجليزية من المسلسل. تعتمد الدول العربية في استيراد هذه الألعاب من الولايات المتحدة (النسخة الإنجليزية) أو من أوروبا (النسخة الأوروبية) ولم تصدر أي شركة عربية أي لعبة لناروتو بالنسخة العربية.

## ألعاب المسلسل

### ناروتو: صدام النينجا
| اسم اللعبة                                | تاريخ الصدور                                            | النظام المستخدم  | ملاحظات                                    |
| ----------------------------------------- | ------------------------------------------------------- | ---------------- | ------------------------------------------ |
| ناروتو: صدام النينجا                      | اليابان 11 أبريل 2003 · الولايات المتحدة 7 مارس 2006    | نينتندو جيم كيوب | أول لعبة لناروتو تُصدر في الولايات المتحدة. |
| ناروتو: صدام النينجا 2                    | اليابان 4 ديسمبر 2003 · الولايات المتحدة 26 سبتمبر 2006 | نينتندو جيم كيوب |                                            |
| ناروتو: جيكتو نينجا تايسن 3               | اليابان 20 نوفمبر 2004                                  | نينتندو جيم كيوب |                                            |
| ناروتو: جيكتو نينجا تايسن 4               | اليابان 21 نوفمبر 2005                                  | نينتندو جيم كيوب |                                            |
| ناروتو شيبودن: جيكتو نينجا تايسن! إي.إكس  | اليابان 22 فبراير 2007                                  | وي               | أول لعبة تصدر بنظام الوي.                  |
| ناروتو شيبودن: جيكتو نينجا تايسن! إي.إكس2 | اليابان 29 نوفمبر 2007                                  | وي               |                                            |
| ناروتو شيبودن: جيكتو نينجا تايسن! إي.إكس3 | اليابان 27 نوفمبر 2008                                  | وي               |                                            |
| ناروتو شيبودن: جيكتو نينجا تايسن! سبشيال  | اليابان 2 ديسمبر 2010                                   | وي               |                                            |
| ناروتو: صدام ثورة النينجا                 | الولايات المتحدة 23 أكتوبر 2007                         | وي               |                                            |
| ناروتو: صدام ثورة النينجا 2               | الولايات المتحدة 21 أكتوبر 2008                         | وي               |                                            |
| ناروتو شيبودن: صدام ثورة النينجا 3        | الولايات المتحدة 17 نوفمبر 2009                         | وي               |                                            |

### ناروتو: مجلس النينجا
| اسم اللعبة                              | تاريخ الصدور                                            | النظام المستخدم | ملاحظات                                                                           |
| --------------------------------------- | ------------------------------------------------------- | --------------- | --------------------------------------------------------------------------------- |
| ناروتو: مجلس النينجا                    | اليابان 1 مايو 2003 · الولايات المتحدة 22 مارس 2006     | جيم بوي أدفانس  | ثاني لعبة لناروتو تصدر في الولايات المتحدة، وأعلن عنها مع ناروتو: صدام النينجا.   |
| ناروتو: مجلس النينجا 2                  | اليابان 29 أبريل 2004 · الولايات المتحدة 10 أكتوبر 2006 | جيم بوي أدفانس  | أُصدرت في اليابان باسم ناروتو: سايكو نينجا دايكسشو 2.                              |
| ناروتو: مجلس النينجا 2 النسخة الأوروبية | اليابان 21 أبريل 2005 · أوروبا 3 أكتوبر 2008            | نينتندو دي إس   | أُصدرت في اليابان باسم ناروتو: سايكو نينجا دايكسشو 3.                              |
| ناروتو: مجلس النينجا 3                  | اليابان 27 أبريل 2006 · الولايات المتحدة 22 مايو 2007   | نينتندو دي إس   | أُصدرت في أوروبا باسم مجلس النينجا، النسخة الأوروبية.                              |
| ناروتو شيبودن: مجلس النينجا 4           | اليابان 19 يوليو 2007 · الولايات المتحدة 2 يونيو 2009   | نينتندو دي إس   | أُصدرت في اليابان باسم ناروتو شيبودن: سايكو نينجا دايكسشو 5.                       |
| ناروتو شيبودن: ناروتو ضد ساسوكي         | اليابان 10 يوليو 2008 · الولايات المتحدة 12 نوفمبر 2010 | نينتندو دي إس   | أُصدرت في اليابان باسم ناروتو: سايكو نينجا دايكسشو جيكيتوسو!! ناروتو في إس. ساسكي. |

### ناروتو: مصير النينجا
| اسم اللعبة                    | تاريخ الصدور                                                                                             | النظام المستخدم | ملاحظات |
| ----------------------------- | --- | --------------- | ------- |
| ناروتو: مصير النينجا          | اليابان 14 ديسمبر 2006 · الولايات المتحدة 20 مارس 2008 · أوروبا 15 فبراير 2008 · أستراليا 26 أكتوبر 2008 | نينتندو دي إس   |         |
| ناروتو شيبودن: مصير النينجا 2 | اليابان 24 أبريل 2008 · الولايات المتحدة 15 سبتمبر 2009 · أوروبا 3 أبريل 2009                            | نينتندو دي إس   |         |
| ناروتو شيبودن: مصير النينجا 3 | اليابان 28 أبريل 2009                                                                                    | نينتندو دي إس   |         |

### ناروتو: طريق النينجا
| اسم اللعبة                                | تاريخ الصدور                                            | النظام المستخدم                            | ملاحظات |
| ----------------------------------------- | ------------------------------------------------------- | ------------------------------------------ | ------- |
| ناروتو: طريق النينجا                      | اليابان 22 يوليو 2004 · الولايات المتحدة 23 أكتوبر 2009 | 2004 - جيم بوي أدفانس 2007 - نينتندو دي إس |         |
| ناروتو آر بي جي 2: الشيدوري ضد الراسينغان | اليابان 14 يوليو 2005                                   | نينتندو دي إس                              |         |
| ناروتو: طريق النينجا 2                    | اليابان 13 يوليو 2006 · الولايات المتحدة 15 أكتوبر 2008 | نينتندو دي إس                              |         |

### ناروتو: سجلات أوزوماكي
| اسم اللعبة                            | تاريخ الصدور                                                                                            | النظام المستخدم   | ملاحظات |
| ------------------------------------- | --- | ----------------- | ------- |
| ناروتو: سجلات أوزوماكي                | اليابان 18 سبتمبر 2005 · الولايات المتحدة 16 نوفمبر 2006 · أوروبا 25 مايو 2007 · أستراليا 15 يونيو 2007 | بلاي ستيشن 2      |         |
| ناروتو: سجلات أوزوماكي 2              | اليابان 16 نوفمبر 2006 · الولايات المتحدة 4 سبتمبر 2007 · أوروبا 7 مارس 2008                            | بلاي ستيشن 2      |         |
| أساطير ناروتو شيبودن: نهوض الأكاتسوكي | الولايات المتحدة 6 أكتوبر 2009 · أوروبا 24 سبتمبر 2009                                                  | بلاي ستيشن بورتبل |         |
| ناروتو شيبودن: قيادة كيزونا           | اليابان 15 يوليو 2010 · الولايات المتحدة 22 مارس 2011                                                   | بلاي ستيشن بورتبل |         |

### ناروتو: النينجا النهائي
| اسم اللعبة                                      | تاريخ الصدور                                                                                              | النظام المستخدم            | ملاحظات |
| ----------------------------------------------- | --- | -------------------------- | ------- |
| ناروتو: النينجا النهائي                         | اليابان 23 أكتوبر 2003 · الولايات المتحدة 12 يونيو 2006 · أوروبا 30 نوفمبر 2006 · أستراليا 17 نوفمبر 2006 | بلاي ستيشن 2               |         |
| ناروتو: النينجا النهائي 2                       | اليابان 30 سبتمبر 2004 · الولايات المتحدة 26 يونيو 2007 · أوروبا 19 أكتوبر 2007 · أستراليا 26 أكتوبر 2007 | بلاي ستيشن 2               |         |
| ناروتو: النينجا النهائي 3                       | اليابان 22 ديسمبر 2005 · الولايات المتحدة 25 مارس 2008 · أوروبا 15 سبتمبر 2008 · أستراليا 18 سبتمبر 2008  | بلاي ستيشن 2               |         |
| ناروتو شيبودن: النينجا النهائي 4                | اليابان 5 أبريل 2007 · الولايات المتحدة 24 مارس 2009 · أوروبا 1 مايو 2009 · أستراليا 7 مايو 2009          | بلاي ستيشن 2               |         |
| ناروتو شيبودن: النينجا النهائي 5                | اليابان 20 ديسمبر 2007 · أوروبا 27 نوفمبر 2009 · أستراليا 3 ديسمبر 2009                                   | بلاي ستيشن 2               |         |
| ناروتو: عاصفة النينجا النهائي                   | اليابان 15 يناير 2009 · الولايات المتحدة 4 نوفمبر 2008 · أوروبا 7 نوفمبر 2008                             | بلاي ستيشن 3               |         |
| ناروتو شيبودن: عاصفة النينجا النهائي 2          | اليابان 21 أكتوبر 2010 · الولايات المتحدة 19 أكتوبر 2010 · أوروبا 15 أكتوبر 2010                          | بلاي ستيشن 3 وإكس بوكس 360 |         |
| ناروتو شيبودن: أجيال عاصفة النينجا النهائي      | اليابان 23 فبراير 2012 · الولايات المتحدة 13 مارس 2012 · أوروبا 30 مارس 2012                              | بلاي ستيشن 3 وإكس بوكس 360 |         |
| ناروتو: أبطال النينجا النهائي                   | الولايات المتحدة 28 أغسطس 2007 · أوروبا 14 سبتمبر 2007 · أستراليا 1 نوفمبر 2007                           | بلاي ستيشن بورتبل          |         |
| ناروتو: أبطال النينجا النهائي 2: القلعة الوهمية | اليابان 30 مارس 2006 · الولايات المتحدة 24 يونيو 2008 · أوروبا 11 يوليو 2008 · أستراليا 7 أغسطس 2008      | بلاي ستيشن بورتبل          |         |
| ناروتو شيبودن: أبطال النينجا النهائي 3          | اليابان 10 ديسمبر 2009 · الولايات المتحدة 11 مايو 2010 · أوروبا 14 مايو 2010                              | بلاي ستيشن بورتبل          |         |
| ناروتو شيبودن: صدمة النينجا النهائي             | اليابان 20 أكتوبر 2011 · الولايات المتحدة 18 أكتوبر 2011 · أوروبا 11 نوفمبر 2011                          | بلاي ستيشن بورتبل          |         |

## ألعاب أخرى
| اسم اللعبة                                | تاريخ الصدور                                                         | النظام المستخدم | ملاحظات |
| ----------------------------------------- | -------------------------------------------------------------------- | --------------- | ------- |
| ناروتو: كونوها نينبوتشو                   | اليابان 27 مارس 2003                                                 | وندر سوان كلر   |         |
| ناروتو: كونوها سينكي                      | اليابان 12 سبتمبر 2003                                               | جيم بوي أدفانس  |         |
| ناروتو: شينوبي نو ساتو نو جينتوري كاسين   | اليابان 26 يونيو 2003                                                | بلاي ستيشن      |         |
| ناروتو شيبودن: دايرانسن! كاج بونشين إماكي | اليابان 14 فبراير 2008                                               | نينتندو دي إس   |         |
| ناروتو شيبودن: قعقعة الشينوبي             | اليابان 22 أبريل 2010 · الولايات المتحدة 8 فبراير 2011               | نينتندو دي إس   |         |
| ناروتو شيبودن: سجلات نصل التنين           | اليابان 26 نوفمبر 2009 · الولايات المتحدة 16 نوفمبر 2010             | وي              |         |
| ناروتو شيبودن 3دي: العهد الجديد           | اليابان 31 مارس 2011 · أوروبا 24 يونيو 2011 · أستراليا 30 يونيو 2011 | نينتندو 3دي إس  |         |

## ألعاب متعلقة
| اسم اللعبة           | تاريخ الصدور           | النظام المستخدم               | ملاحظات |
| -------------------- | ---------------------- | ----------------------------- | ------- |
| ملعب المعركة د.و.ن   | اليابان 20 يوليو 2006  | نينتندو جيم كيوب بلاي ستيشن 2 |         |
| قفزة النجوم العظام   | اليابان 10 أغسطس 2005  | نينتندو دي إس                 |         |
| قفزة النجوم النهائية | اليابان 23 نوفمبر 2006 | نينتندو دي إس                 |         |